# Azad University/Saison 2011
Dieser Artikel listet Erfolge und Mannschaft des Radsportteams Azad University in der Saison 2011 auf.

## Erfolge in der UCI Asia Tour
In der Saison 2011 gelangen dem Team nachstehende Erfolge in der UCI Asia Tour.
| Datum         | Rennen                                      | Kat. | Sieger              |
| ------------- | ------------------------------------------- | ---- | ------------------- |
| 16. April     | 1. Etappe Le Tour de Filipinas              | 2.2  | Rahim Ememi         |
| 18. April     | 3. Etappe Le Tour de Filipinas              | 2.2  | Mirsamad Pourseyedi |
| 19. April     | 4. Etappe Le Tour de Filipinas              | 2.2  | Rahim Ememi         |
| 16.–19. April | Gesamtwertung Le Tour de Filipinas          | 2.2  | Rahim Ememi         |
| 26. Mai       | 2. Etappe International Presidency Tour     | 2.2  | Rahim Ememi         |
| 29. Mai       | 5. Etappe International Presidency Tour     | 2.2  | Rahim Ememi         |
| 25.–29. Mai   | Gesamtwertung International Presidency Tour | 2.2  | Mirsamad Pourseyedi |
| 7. Juni       | 2. Etappe Tour de Singkarak                 | 2.2  | Amir Zargari        |
| 8. Juni       | 3. Etappe Tour de Singkarak                 | 2.2  | Mirsamad Pourseyedi |
| 10. Juni      | 5. Etappe Tour de Singkarak                 | 2.2  | Amir Zargari        |
| 11. Juni      | 6b. Etappe Tour de Singkarak                | 2.2  | Mirsamad Pourseyedi |
| 12. Juni      | 7a. Etappe Tour de Singkarak                | 2.2  | Mirsamad Pourseyedi |
| 6.–12. Juni   | Gesamtwertung Tour de Singkarak             | 2.2  | Amir Zargari        |
| 25. Juni      | Iranische Meisterschaft – Straßenrennen     | CN   | Abbas Saeidi Tanha  |

## Zugänge – Abgänge
| Zugänge                              | Team 2010                         | Abgänge         | Team 2011                 |
| ------------------------------------ | --------------------------------- | --------------- | ------------------------- |
| Rahim Ememi                          | Giant Asia Racing Team            | Rahim Mehrabani | Suren Cycling Team        |
| Mirsamad Pourseyedi                  | Tabriz Petrochemical Cycling Team | Hamed Jannat    | Tabriz Petrochemical Team |
| Alireza Haghi                        | Paykan (2005)                     | Hossein Nateghi | Vali ASR Kerman           |
| Mehdi Heydari                        | Neoprofi                          | Mohammad Parash | Unbekannt                 |
| Omid Jahanbakhash                    | Neoprofi                          | Tonton Susanto  | Unbekannt                 |
| Behnam Maleki                        | Neoprofi                          |                 |                           |
| Ruslan Hryschtschenko (ab 1. August) | Amore & Vita-McDonald’s (2008)    |                 |                           |

## Mannschaft
| Name                  | Geburtstag         | Nationalität |
| --------------------- | ------------------ | ------------ |
| Rahim Ememi           | 17. Mai 1982       | Iran         |
| Alireza Haghi         | 8. Februar 1979    | Iran         |
| Mehdi Heydari         | 13. März 1992      | Iran         |
| Ruslan Hryschtschenko | 4. Februar 1981    | Ukraine      |
| Omid Jahanbakhash     | 8. November 1991   | Iran         |
| Behnam Maleki         | 2. Dezember 1992   | Iran         |
| Amir Hossin Mayeh     | 21. September 1982 | Iran         |
| Mirsamad Pourseyedi   | 15. Oktober 1985   | Iran         |
| Abbas Saeidi Tanha    | 5. Januar 1981     | Iran         |
| Farshad Salehian      | 9. Mai 1987        | Iran         |
| Amir Zargari          | 31. Juli 1980      | Iran         |

## Platzierungen in UCI-Ranglisten
UCI Asia Tour 2011
|     | Fahrer              | Punkte |
| --- | ------------------- | ------ |
| 3.  | Amir Zargari        | 218    |
| 10. | Rahim Ememi         | 149    |
| 15. | Mirsamad Pourseyedi | 130    |
| 24. | Abbas Saeidi Tanha  | 93     |
| 78. | Alireza Haghi       | 38     |
| 88. | Farshad Salehian    | 35     |